# Valni oblik
Valni oblik (eng. waveform), odnosno more, vizualna predodžba zvučnoga signala.
U elektronici, akustici i odnosnim područjima, valnim oblikom signala naziva se oblik grafa kao funkcije vremena, neovisna o njegovoj vremenskoj i veličinskoj ljestvici i ikakva razmještaja u vremenu.